# Масалов Олександр Олександрович
Олександр Олександрович Масалов (нар. 22 січня 1997, Севастополь, Україна) — український і російський футболіст, лівий захисник російського клубу «Торпедо» (Москва).

## Клубна кар'єра

### Ранні роки
Вихованець СДЮШОР-5 (Севастополь) й академії київського «Динамо». Перший тренер — Василь Акімов. У 2014—2016 роках виступав за «Динамо» в юнацькому чемпіонаті України. У 2016 році перейшов у «Шахтар», у якому грав за молодіжну команду.

### «Колос» (Ковалівка)
У 2018 році відправився в оренду до «Колоса». У футболці ковалівського клубу дебютував 18 березня 2018 року в переможному (4:2) виїзному поєдинку 23-го туру Першої ліги України проти київського «Оболоні». Олександр вийшов на поле в стартовому складі та відіграв увесь матч, а на 66-ій хвилині отримав жовту картку. Загалом у другій половині сезону 2017/18 років зіграв 9 матчів у Першій лізі України.

### «Динамо-Авто» (Тирасполь)
У 2019 році перебрався до «Динамо-Авто». У футболці тираспольського клубу дебютував 17 серпня 2019 року в нічийному (2:2) виїзному поєдинку 18-го туру Національного дивізіону проти «Зімбру». Масалов вийшов на поле в стартовому складі та відіграв увесь матч, а на 56-ій хвилині отримав жовту картку. У кубку Молдови 2019/20 разом з командою дійшов до 1/4 фіналу, а в сезоні 2020/21 — дійшов до 1/2 фіналу.

### «Десна» (Чернігів)
У серпні 2021 року підписав 1-річний контракт з «Десною». Дебютував у Прем'єр-лізі 14 серпня 2021 року в матчі проти «Дніпра-1», в якому його команда здобула перемогу з рахунком 2:1, замінивши на 74-ій хвилині Вікентія Волошина. 22 серпня 2021 року на стадіоні «Динамо» імені Валерія Лобановського вперше вийшов у стартовому складі «Десни» в поєдинку проти київського «Динамо».

### Втеча до Росії
У липні 2022 року Масалов опинився на перегляді в «Уфі». Тоді ж стало відомо, що після бомбардування стадіону ім. Гагаріна у Чернігові місцеві бійці випадково знайшли російський паспорт футболіста, який до вторгнення росіян грав за «Десну». У серпні 2022 року він підписав контракт з «Уфою», але зіграв лише 9 ігор у Першій лізі до кінця року, через що у лютому 2023 року виявився непотрібним клубу і контракт було розірвано. Після цього футболіст кілька місяців виступав у ялтинському «Рубіні» у чемпіонаті окупованого Криму, а потім перебрався у підмосковний «Сатурн».
7 лютого 2024 року знов змінив клуб, ставши гравцем московського «Торпедо» у російській Першій лізі.

## Кар'єра в збірній
Виступав за юнацькі збірні України різних вікових категорій.

## Статистика виступів

### Клубна
Станом на 24 липня 2022
| Клуб                      | Сезон             | Ліга                          | Ліга  | Ліга | Кубок | Кубок | Єврокубки | Єврокубки | Інші  | Інші | Загалом | Загалом |
| Клуб                      | Сезон             | Дивізіон                      | Матчі | Голи | Матчі | Голи  | Матчі     | Голи      | Матчі | Голи | Матчі   | Голи    |
| ------------------------- | ----------------- | ----------------------------- | ----- | ---- | ----- | ----- | --------- | --------- | ----- | ---- | ------- | ------- |
| «Колос» (Ковалівка)       | 2017-18           | Перша ліга України            | 9     | 0    | 0     | 0     | 0         | 0         | 0     | 0    | 9       | 0       |
| «Динамо-Авто» (Тирасполь) | 2019              | Національний дивізіон Молдови | 8     | 0    | 0     | 0     | 0         | 0         | 0     | 0    | 8       | 0       |
| «Динамо-Авто» (Тирасполь) | 2020-21           | Національний дивізіон Молдови | 25    | 0    | 2     | 0     | 1         | 0         | 0     | 0    | 28      | 0       |
| «Динамо-Авто» (Тирасполь) | 2021-22           | Національний дивізіон Молдови | 1     | 0    | 2     | 0     | 0         | 0         | 0     | 0    | 3       | 0       |
| «Десна» (Чернігів)        | 2021-22           | Прем'єр-ліга України          | 6     | 0    | 0     | 0     | 0         | 0         | 0     | 0    | 6       | 0       |
| Усього за кар'єру         | Усього за кар'єру | Усього за кар'єру             | 49    | 0    | 4     | 0     | 0         | 0         | 0     | 0    | 54      | 0       |

## Досягнення
«Динамо» (Київ)
- юнацький чемпіонат України
  -  Чемпіон (1): 2015/16